# Ivan Ryzhakov
Ivan Vladimirovich Ryzhakov (tiếng Nga: Иван Владимирович Рыжаков; sinh ngày 15 tháng 6 năm 1996) là một cầu thủ bóng đá người Nga thi đấu cho FC Tekstilshchik Ivanovo.

## Sự nghiệp câu lạc bộ
Anh có màn ra mắt tại Giải bóng đá chuyên nghiệp quốc gia Nga cho FC Tekstilshchik Ivanovo vào ngày 17 tháng 4 năm 2015 trong trận đấu với FC Domodedovo Moskva.